# Aetobatus

## Descripción
Aetobatus es el único género que conforma la familia Aetobatidae, tienen una distribución circumtropical, son de hábitos costeros y bento-pelágicos. Actualmente hay cinco especies reconocidas, tres que presentan manchas blancas llamativas en su coloración dorsal (A. narinari, A. laticeps y A. ocellatus) y dos que tienen una coloración café uniforme en el dorso (A. flagellum y A. narutobiei).

## Especies
Especies reconocidas:
- Aetobatus flagellum (Bloch & J. G. Schneider, 1801)[2]
- Aetobatus laticeps (T. N. Gill, 1865)[3]
- Aetobatus narinari (Euphrasén, 1790)
- Aetobatus narutobiei W. T. White, Furumitsu, A. Yamaguchi, 2013[4]
- Aetobatus ocellatus (Kuhl, 1823)[5]

Especies extintas:
- †Aetobatus arcuatus Agassiz, 1843
- †Aetobatus cappettai Antunes & Balbino, 2006
- †Aetobatus irregularis Agassiz, 1843
- †Aetobatus punctatus Miller, 1876
- †Aetobatus sinhaleyus Deraniyagala, 1937

### Lectura recomendada
- White, W.T. & Naylor, G.J.P. (2016): Resurrection of the family Aetobatidae (Myliobatiformes) for the pelagic eagle rays, genus Aetobatus. Zootaxa, 4139 (3): 435–438. doi: 10.11646/zootaxa.4139.3.10.
- Agassiz, L. (1858) A new species of skate from the Sandwich Islands. Proceedings of the Boston Society of Natural History, 6 (1856–1859), 385.